# Trichopolia
Trichopolia is een geslacht van vlinders van de familie uilen (Noctuidae), uit de onderfamilie Hadeninae.

## Soorten
- T. dentatella grot, 1883
- T. suspicionis Barnes & Benjamin, 1925